# Motor de Magnetoplasma de Impulso Específico Variável

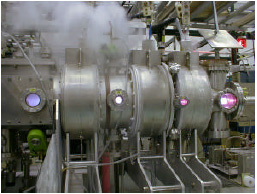
Câmara de testes VASIMR

Motor de Magnetoplasma de Impulso Específico Variável, ou VASIMR, é o Variable Specific Impulse Magnetoplasma Rocket, que como o seu nome indica constitui um sistema propulsor para veículos espaciais inovador que é actualmente objecto de estudo por parte da NASA. Este sistema faz uso de ondas rádio para ionizar o propelente e campos magnéticos para acelerar o plasma resultante desta ionização para gerar impulso.
O método de adição de calor ao plasma utilizado no VASIMR foi originalmente desenvolvido com resultado dos estudos sobre fusão nuclear. Esta ideia foi primeiramente desenvolvida pelo cientista e astronauta costa-riquenho Franklin Chang-Diaz, sendo que o seu desenvolvimento teve início em 1979. O combustível é guardado numa cavidade, onde por força de um campo magnético, que lhe é aplicado, este não entra em contacto com as paredes do recipiente que o contém, uma vez que, de outro modo, seria impossível armazenar um composto a temperaturas tão elevadas como as do plasma. O sistema em questão possui tipicamente três estágios; numa primeira fase ao combustível (já no estado gasoso) são adicionadas grandes quantidades de energia na forma de calor para que este sofra a ionização pretendida, se convertendo em plasma; seguidamente, são-lhe aplicadas ondas rádio num outro compartimento, que atuam como amplificador para conferir ao plasma a energia e a temperatura desejadas; numa terceira fase, o plasma é a acelerado magneticamente e, finalmente, dá-se a saída deste, sendo que as grandes velocidades de escape se traduzem em impulso útil e movimento da aeronave em questão.

## Desempenho
Prevê-se que as actuais versões do VASIMR seriam capazes de atingir impulsos específicos da ordem dos 3000 a 30000 segundos (velocidades da ordem dos 10 aos 300 km/s). Contudo, uma das maiores vantagens desta tecnologia é a sua versatilidade, sendo possível controlar o seu impulso específico. Este Impulso específico variável proporciona a optimização das trajectórias, uma vez que permite dois regimes consoante a operação em questão, sendo um de maior impulso para escapar às órbitas planetárias e um outro que aposta numa maior eficiência para voos de cruzeiro interplanetários. Ou seja: com esta nova tecnologia é possível optimizar as missões que se pretendem levar a cabo, dado que esta se adapta às diferentes condicionantes das mesmas.

### Vantagens
- Maior Flexibilidade
- Maior capacidade de carga
- Viagens mais rápidas
- Optimização das trajectórias

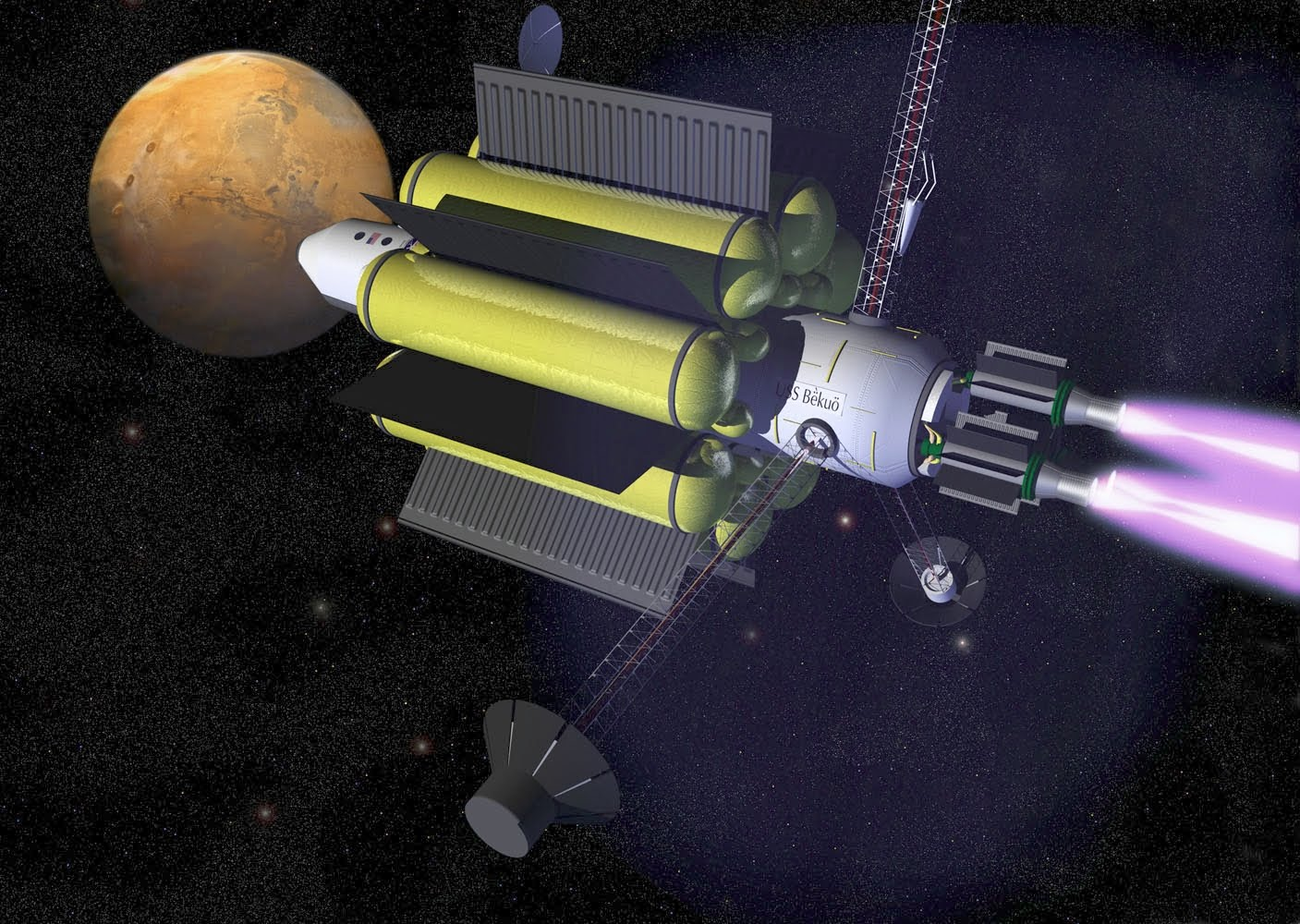
Ilustração de um possível design para uma nave propulsionada electromagneticamente

- Propelente possível: Hidrogênio (que é o elemento químico mais abundante do Universo)
- Melhor escudo conhecido contra radiação cósmica se os depósitos de propelente forem dispostos em torno da nave
- Motor mais fiável

### Desvantagens
- Inoperância na presença de Campos Magnéticos
- Necessidade de grandes quantidades de energia para produzir o plasma
- Utilização de um gerador nuclear para o efeito (algo potencialmente perigoso, devido à utilização da própria energia nuclear)

## Aplicações

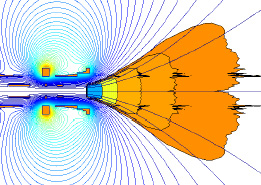
Esquema do funcionamento do VASIMR

O VASIMR não é adequado para o lançamento de carga a partir da Terra devido ao seu baixo rácio de impulso por peso e da sua necessidade de presença de vácuo para operar. De facto esta tecnologia estará vocacionada para os estágios seguintes de voo espacial, reduzindo significativamente as necessidades de combustível. É esperado que este novo propulsor concretize as seguintes funções:
- Correcção Orbital das Estações Espaciais
- Transporte de carga para a Lua
- Possibilidade de reabastecimento no espaço
- Recolha de recursos no espaço
- Transporte rápido a ser utilizado em missões espaciais de longo curso

Entre outras possíveis aplicações para esta tecnologia tal como o transporte rápido para Marte requer uma elevadíssima potência, com um baixo rácio massa – energia, tal como a energia nuclear.

## Estágio de Desenvolvimento
Esta tecnologia tem sido desenvolvida, testada aperfeiçoada pela empresa Ad Astra Rocket Company. Actualmente os esforços têm-se focado na melhoria da eficiência do processo. A primeira versão desta tecnologia que será testada no espaço será o VF-200, que deverá ser lançado para o espaço em 2010.